# Баборов
Баборов (пољ. Baborów) град је у опољском војводству. Кроз град протиче река Псина.

## Историја
Статус града добија 1296. године, иако га је лишен од 1575. до 1718. године. У 18. веку, Баборов је припадао области пореске инспекције Прудњика. Прва црква у граду подигнута је око 1386. године. Према немачком попису из 1890. године, град је имао 2.707 становника, од којих су 2.220 (82%) били Чеси. Пред крај 19. века у граду је подигнута шећерана и цементара. У граду се налази и дрвена црква у барокном стилу из 18. века.

## Демографија
| 2022. |
| ----- |
| 2.852 |